# Nepenthes
Nepenthes este un gen de plante carnivore din familia monotipică Nepenthaceae, ordinul Ericales. Genul cuprinde în jur de 150 de specii și numeroși hibrizi naturali și cultivați.

## Specii
Lista speciilor conform Catalogue of Life:

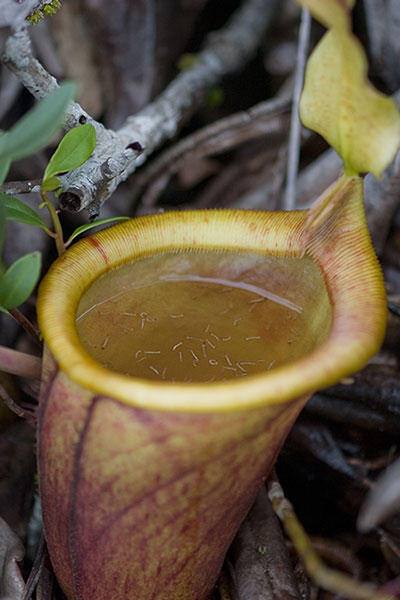
Nepenthes adnata
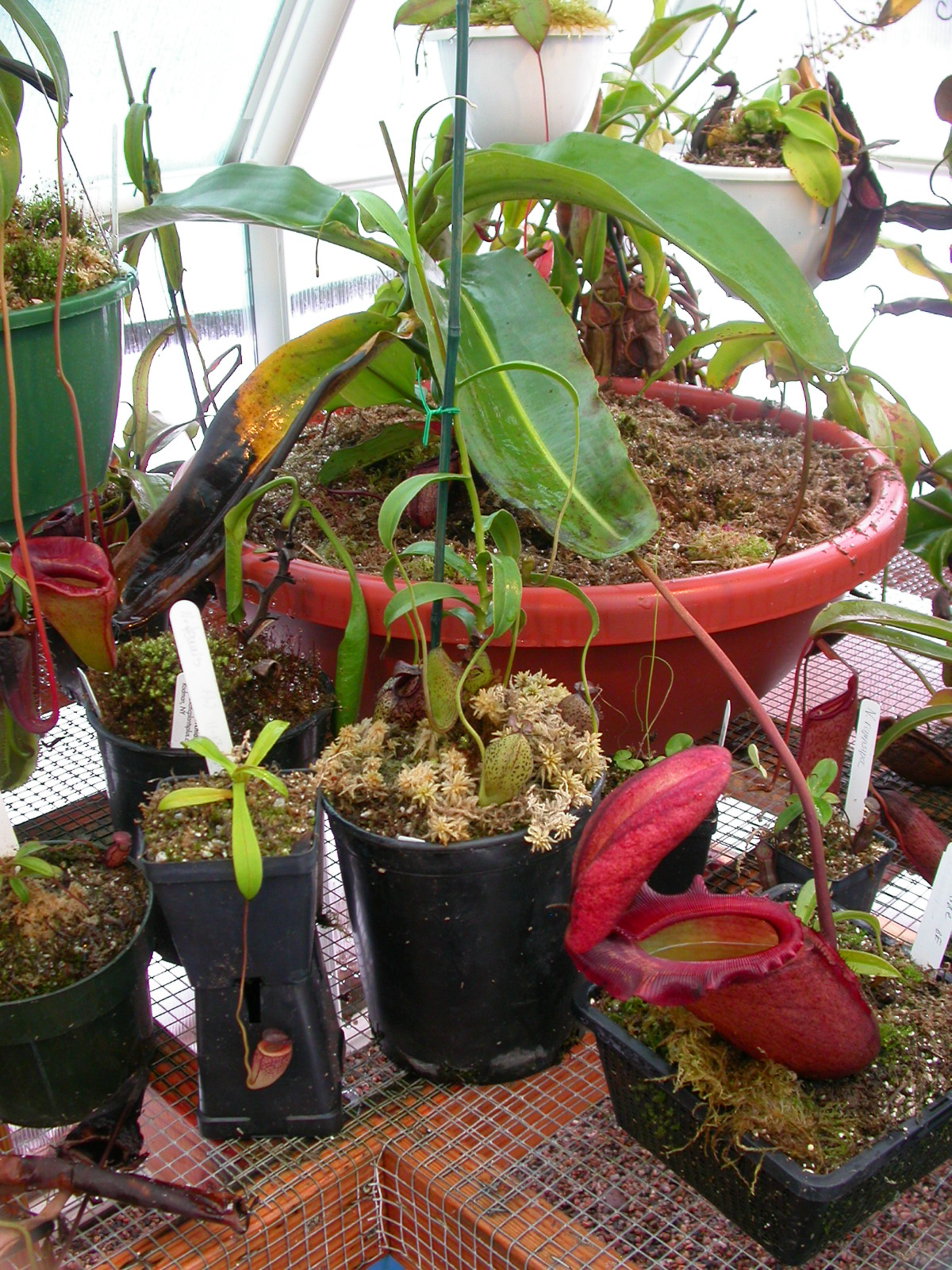
Cultivare de Nepenthes rajah și alte specii
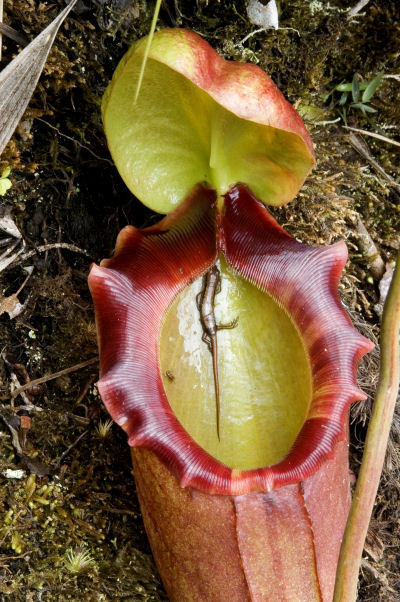
O șopârlă prinsă de Nepenthes rajah

- Nepenthes alata
- Nepenthes albomarginata
- Nepenthes alisaputrana
- Nepenthes ampullaria
- Nepenthes andamana
- Nepenthes appendiculata
- Nepenthes argentii
- Nepenthes aristolochioides
- Nepenthes attenboroughii
- Nepenthes baramensis
- Nepenthes bauensis
- Nepenthes bellii
- Nepenthes benstonei
- Nepenthes bicalcarata
- Nepenthes bokorensis
- Nepenthes bongso
- Nepenthes boschiana
- Nepenthes burbidgeae
- Nepenthes burkei
- Nepenthes campanulata
- Nepenthes ceciliae
- Nepenthes chang
- Nepenthes chaniana
- Nepenthes cincta
- Nepenthes clipeata
- Nepenthes coccinea
- Nepenthes danseri
- Nepenthes deaniana
- Nepenthes densiflora
- Nepenthes diatas
- Nepenthes distillatoria
- Nepenthes dubia
- Nepenthes edwardsiana
- Nepenthes ephippiata
- Nepenthes epiphytica
- Nepenthes eustachya
- Nepenthes eymae
- Nepenthes faizaliana
- Nepenthes flava
- Nepenthes fusca
- Nepenthes gantungensis
- Nepenthes glabrata
- Nepenthes glandulifera
- Nepenthes gracilis
- Nepenthes gracillima
- Nepenthes gymnamphora
- Nepenthes hamata
- Nepenthes hamiguitanensis
- Nepenthes harryana
- Nepenthes hirsuta
- Nepenthes hispida
- Nepenthes holdenii
- Nepenthes hookeriana
- Nepenthes hurrelliana
- Nepenthes inermis
- Nepenthes insignis
- Nepenthes izumiae
- Nepenthes jacquelineae
- Nepenthes jamban
- Nepenthes kampotiana
- Nepenthes kerrii
- Nepenthes khasiana
- Nepenthes kinabaluensis
- Nepenthes klossii
- Nepenthes lamii
- Nepenthes lavicola
- Nepenthes lingulata
- Nepenthes longifolia
- Nepenthes lowii
- Nepenthes macfarlanei
- Nepenthes macrophylla
- Nepenthes macrovulgaris
- Nepenthes madagascariensis
- Nepenthes mantalingajanensis
- Nepenthes mapuluensis
- Nepenthes masoalensis
- Nepenthes maxima
- Nepenthes merrilliana
- Nepenthes micramphora
- Nepenthes mikei
- Nepenthes mindanaoensis
- Nepenthes mira
- Nepenthes mirabilis
- Nepenthes mollis
- Nepenthes monticola
- Nepenthes muluensis
- Nepenthes murudensis
- Nepenthes naga
- Nepenthes neoguineensis
- Nepenthes nigra
- Nepenthes northiana
- Nepenthes ovata
- Nepenthes palawanensis
- Nepenthes paniculata
- Nepenthes papuana
- Nepenthes pectinata
- Nepenthes peltata
- Nepenthes pervillei
- Nepenthes petiolata
- Nepenthes philippinensis
- Nepenthes pilosa
- Nepenthes pitopangii
- Nepenthes platychila
- Nepenthes pulchra
- Nepenthes pyriformis
- Nepenthes rafflesiana
- Nepenthes rajah
- Nepenthes ramispina
- Nepenthes reinwardtiana
- Nepenthes rhombicaulis
- Nepenthes rigidifolia
- Nepenthes robcantleyi
- Nepenthes rowanae
- Nepenthes sanguinea
- Nepenthes saranganiensis
- Nepenthes sharifah-hapsahii
- Nepenthes sibuyanensis
- Nepenthes singalana
- Nepenthes smilesii
- Nepenthes spathulata
- Nepenthes spectabilis
- Nepenthes stenophylla
- Nepenthes sumatrana
- Nepenthes suratensis
- Nepenthes surigaoensis
- Nepenthes talangensis
- Nepenthes tenax
- Nepenthes tentaculata
- Nepenthes tenuis
- Nepenthes thai
- Nepenthes thorelii
- Nepenthes tobaica
- Nepenthes tomoriana
- Nepenthes treubiana
- Nepenthes trichocarpa
- Nepenthes truncata
- Nepenthes trusmadiensis
- Nepenthes undulatifolia
- Nepenthes veitchii
- Nepenthes ventricosa
- Nepenthes vieillardii
- Nepenthes villosa
- Nepenthes vogelii

- Nepenthes attenboroughii
- Cultivare de Nepenthes rajah și alte specii
- O șopârlă prinsă de Nepenthes rajah

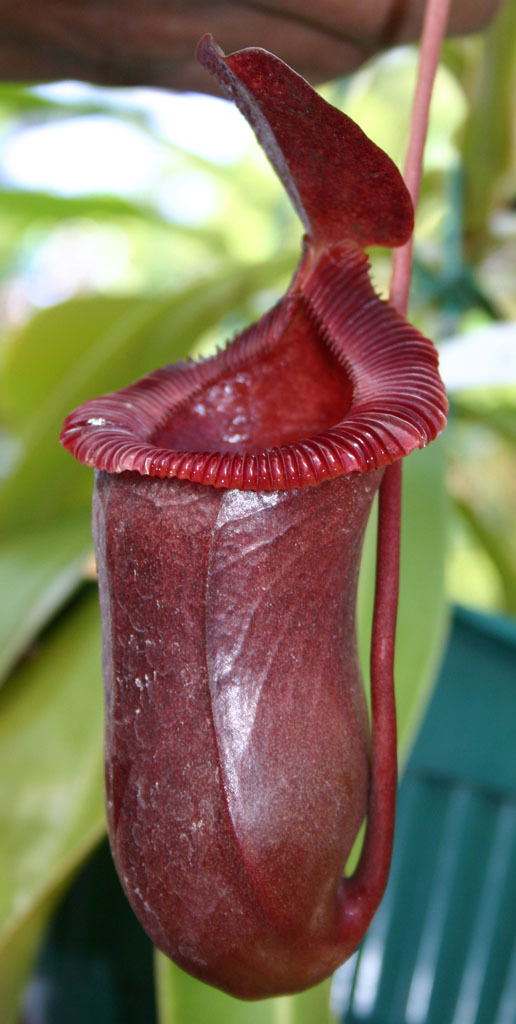
The complex man-made hybrid N. ventricosa × (N. lowii × N. macrophylla)

## Hibrizi
Câțiva hibrizi:
- N. × coccinea ((N. rafflesiana × N. ampullaria) × N. mirabilis)
- N. × mixta (N. northiana × N. maxima)
- N. 'Emmarene' (N. khasiana × N. ventricosa)
- N. 'Judith Finn' (N. spathulata × N. veitchii)